# Pannaipuram
Pannaipuram là một thị xã panchayat của quận Theni thuộc bang Tamil Nadu, Ấn Độ.

## Nhân khẩu
Theo điều tra dân số năm 2001 của Ấn Độ, Pannaipuram có dân số 8924 người. Phái nam chiếm 49% tổng số dân và phái nữ chiếm 51%. Pannaipuram có tỷ lệ 65% biết đọc biết viết, cao hơn tỷ lệ trung bình toàn quốc là 59,5%: tỷ lệ cho phái nam là 74%, và tỷ lệ cho phái nữ là 56%. Tại Pannaipuram, 10% dân số nhỏ hơn 6 tuổi.